# Halichoerus grypus grypus
Sous-espèce
Synonymes
- Halichoerus grypus atlantica Nehring, 1886[2]
- Halichoerus grypus atlantica[3]
- Halichoerus grypus griseus Nilsson, 1820[2]

Halichoerus grypus grypus est une des deux sous-espèces de phoque gris.

## Habitat
Il vit dans l'Atlantique nord.